# پولیانا (فیلم ۱۹۶۰)
پولیانا (انگلیسی: Pollyanna) فیلمی آمریکایی به کارگردانی دیوید سوئیفت است که در سال ۱۹۶۰ منتشر شد.

## خلاصه داستان
یک دختر یتیم ۱۲ساله به اسم «پولیانا» وارد یه شهر کوچک به نام «هرینگتون» می‌شود تا با عمهٔ پولدارش زندگی کند…

## بازیگران
- هیلی میل
- جین وایمن
- کارل مالدن
- آدولف منژو
- اگنس مورهد
- نانسی اولسون
- دانالد کریسپ
- ایان ولف
- آن سیمور
- ادوارد پلات
- جیمز دروری
- رتا شا
- لیورا دینا
- ریچارد ایگن
- نولان لیری

## جوایز
این فیلم کاندیدای اسکار بهترین فیلم غیر انگلیسی زبان در سال ۱۹۶۱ شد.